# Sadaf Taherian
Sadaf Taherian, född 1988 i Iran, är en iransk modell.